# Nodir-Devonbegi-Chanaqa

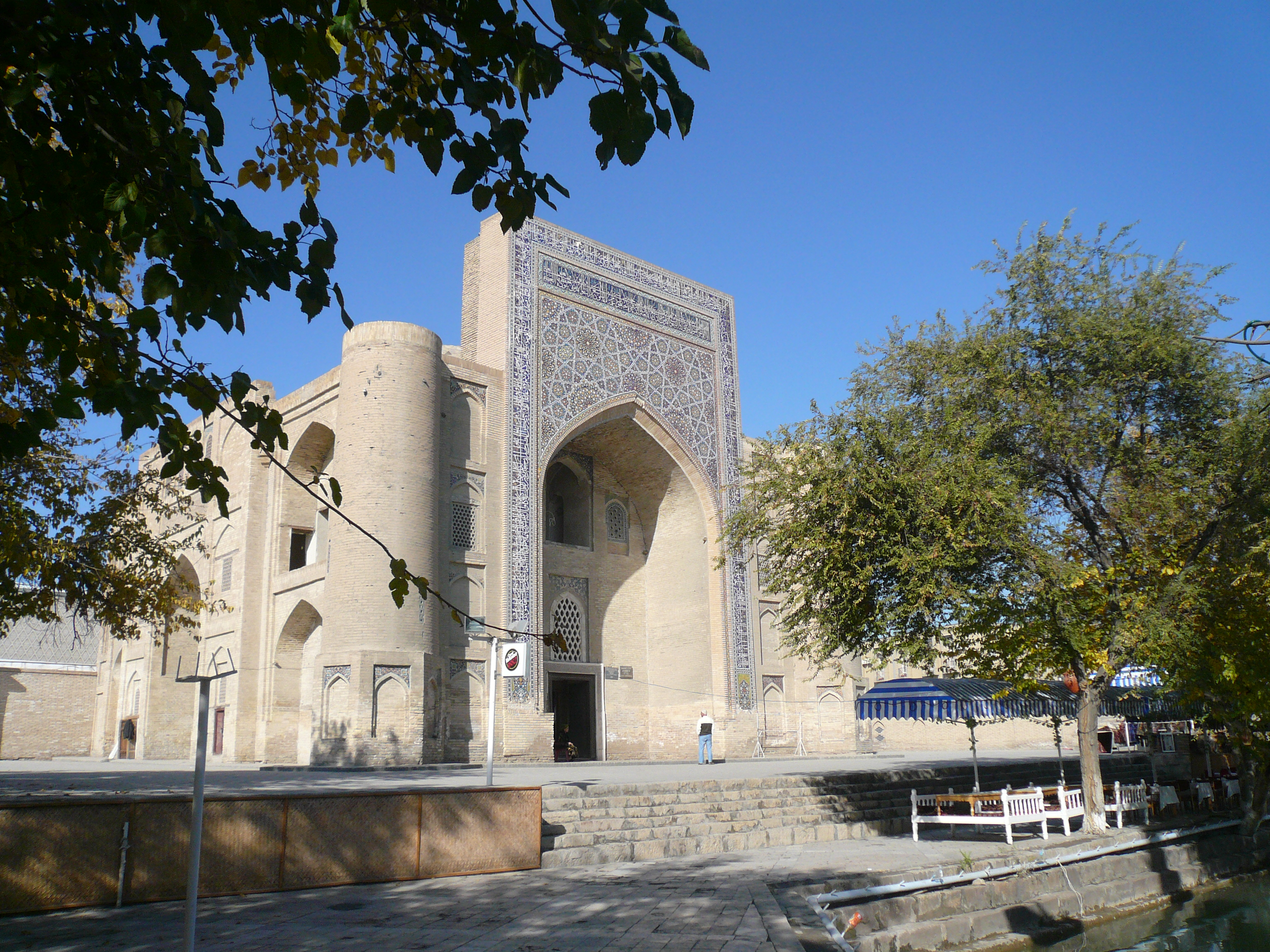
Nodir-Devonbegi-Chanaqa

Die Nodir-Devonbegi-Chanaqa ist eine Chanaqa in der usbekischen Stadt Buxoro.

## Lage
Die Chanaqa liegt im historischen Zentrum von Buxoro und ist Bestandteil des Gebäudeensembles Labi Hovuz. Sie liegt direkt westlich des Wasserbeckens und ist der Nodir-Devonbegi-Madrasa im Kosch-Prinzip gegenübergestellt. Sie ist das Gebäude des Ensembles, das am nächsten an dem Wasserbecken liegt, so dass sich seine Fassade auf der Wasseroberfläche spiegelt. Etwa 100 Meter westlich der Chanaqa liegt die Magʻoki-Attori-Moschee.

## Geschichte
Die Nodir-Devonbegi-Chanaqa wurde 1620 von Nodir Devonbegi, dem Onkel und Großwesir von Imam Quli Khan, angelegt und ist nach diesem benannt. Sie entstand gleichzeitig mit dem zentralen Wasserbecken und diente als Wohn- und Versammlungsort für die Derwische und als Herberge für die Pilger.
Die Chanaqa wurde mehrmals umgebaut und 1914–16 unter Alim Khan, dem letzten Emir des Emirats Buchara, von Syed Olimxon grundlegend restauriert.

## Beschreibung
Das Gebäude hat einen rechteckigen Grundriss mit einer Grundfläche von 25 × 35 Meter. Der über die Dachkante hinausragende Pischtak mit dem spitzbogigen Eingangs-Iwan ist mit farbigen Mustern verkleidet. Die mit der Dachkante abschließenden dreiviertelrunden Ecktürme sind eng an den Pischtak gerückt, so dass die Schaufassade wesentlich enger wirkt als bei den anderen Bauten des Ensembles.
Über dem kreuzförmig angeordneten Hauptsaal erhebt sich eine große Kuppel. In dem überkuppelten Hauptsaal liegen Nischen, die mit Muqarnas abgeschlossen sind. In den Ecken des Gebäudes liegen auf zwei Stockwerken die Wohnzellen für die Derwische und die Pilger.
In der Chanaqa sind historische Fotos und Gemälde und ein Stadtmodell von Buxoro ausgestellt.

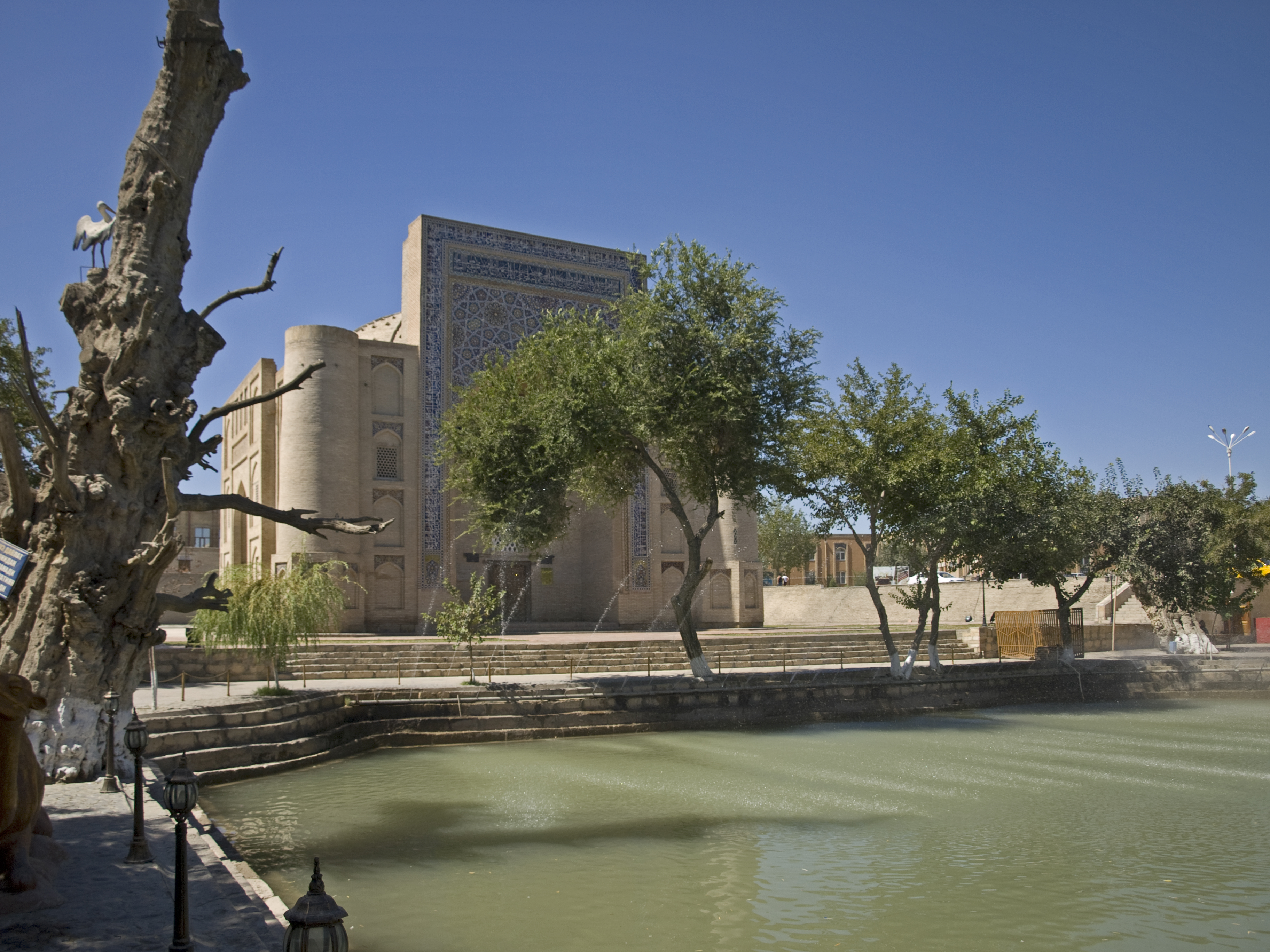
Lage am Bassin
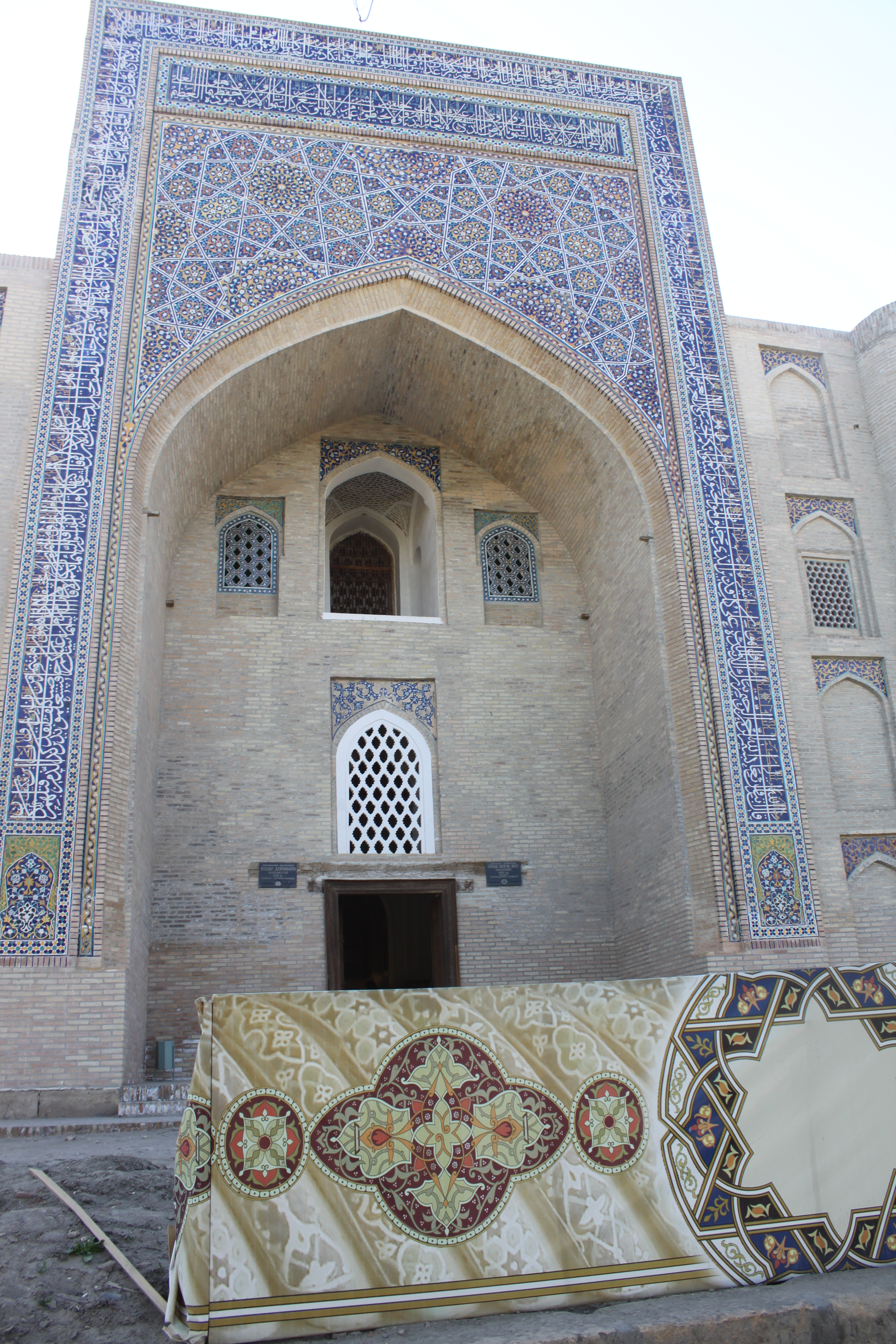
Pischtak
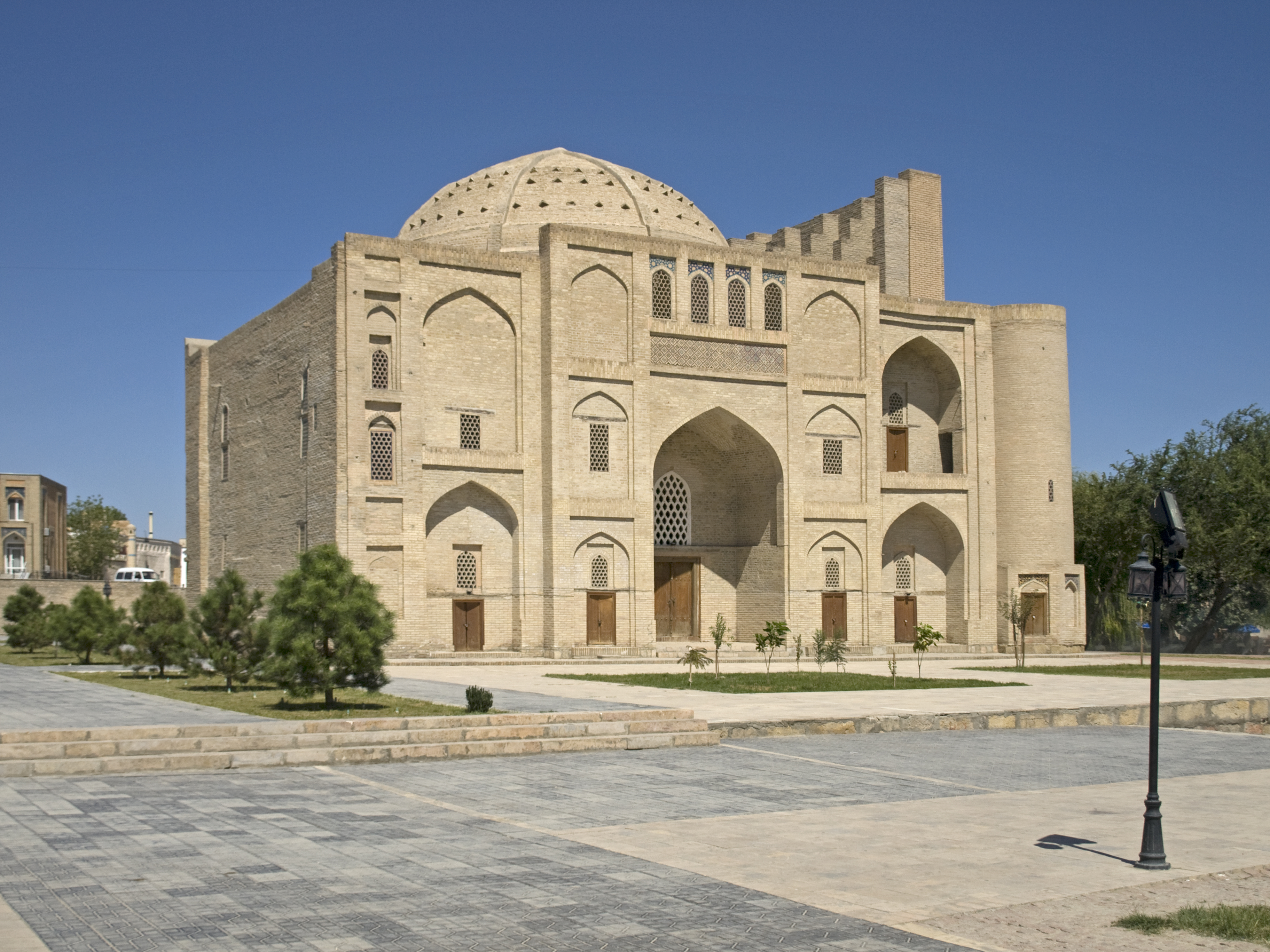
Südseite
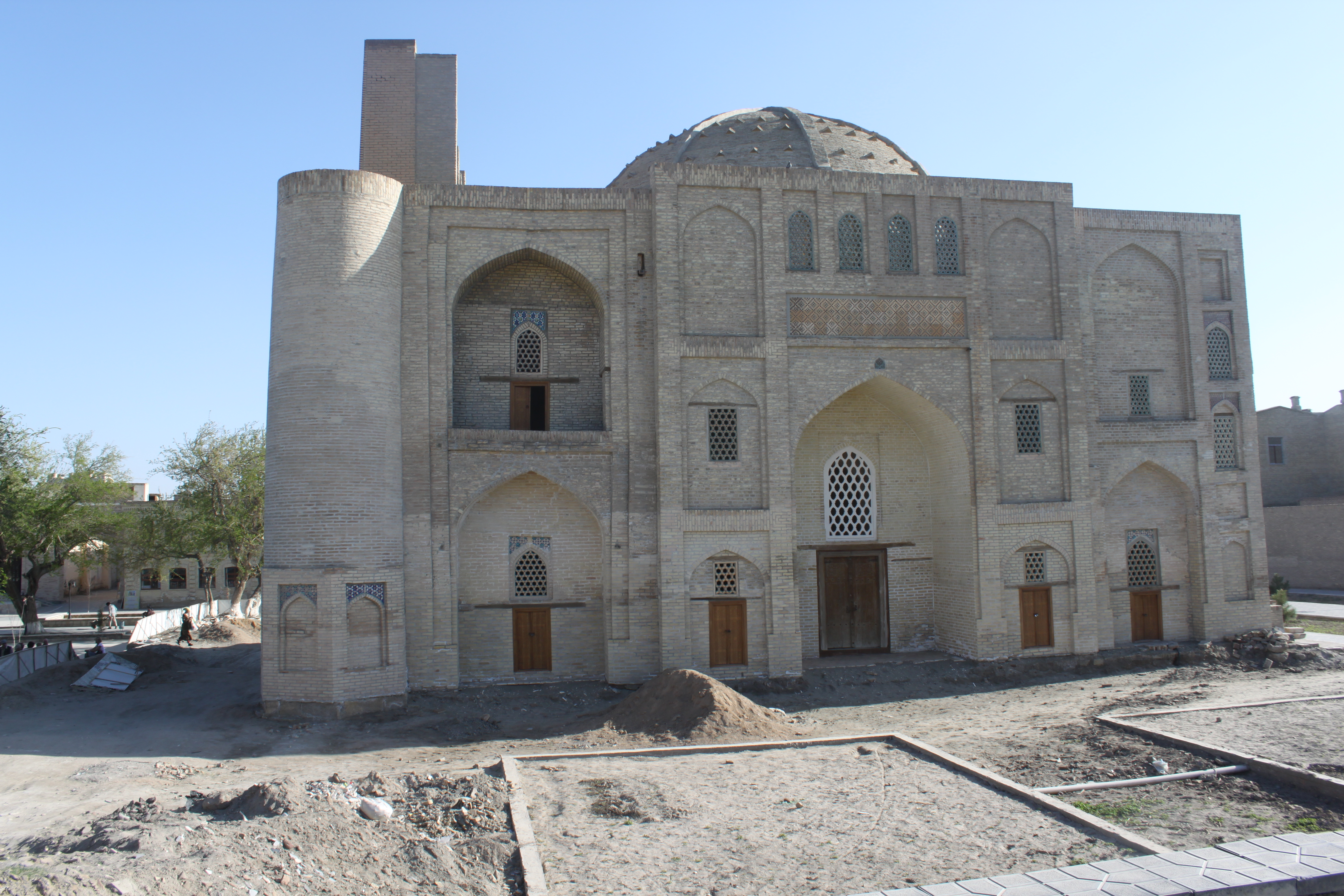
Nordseite
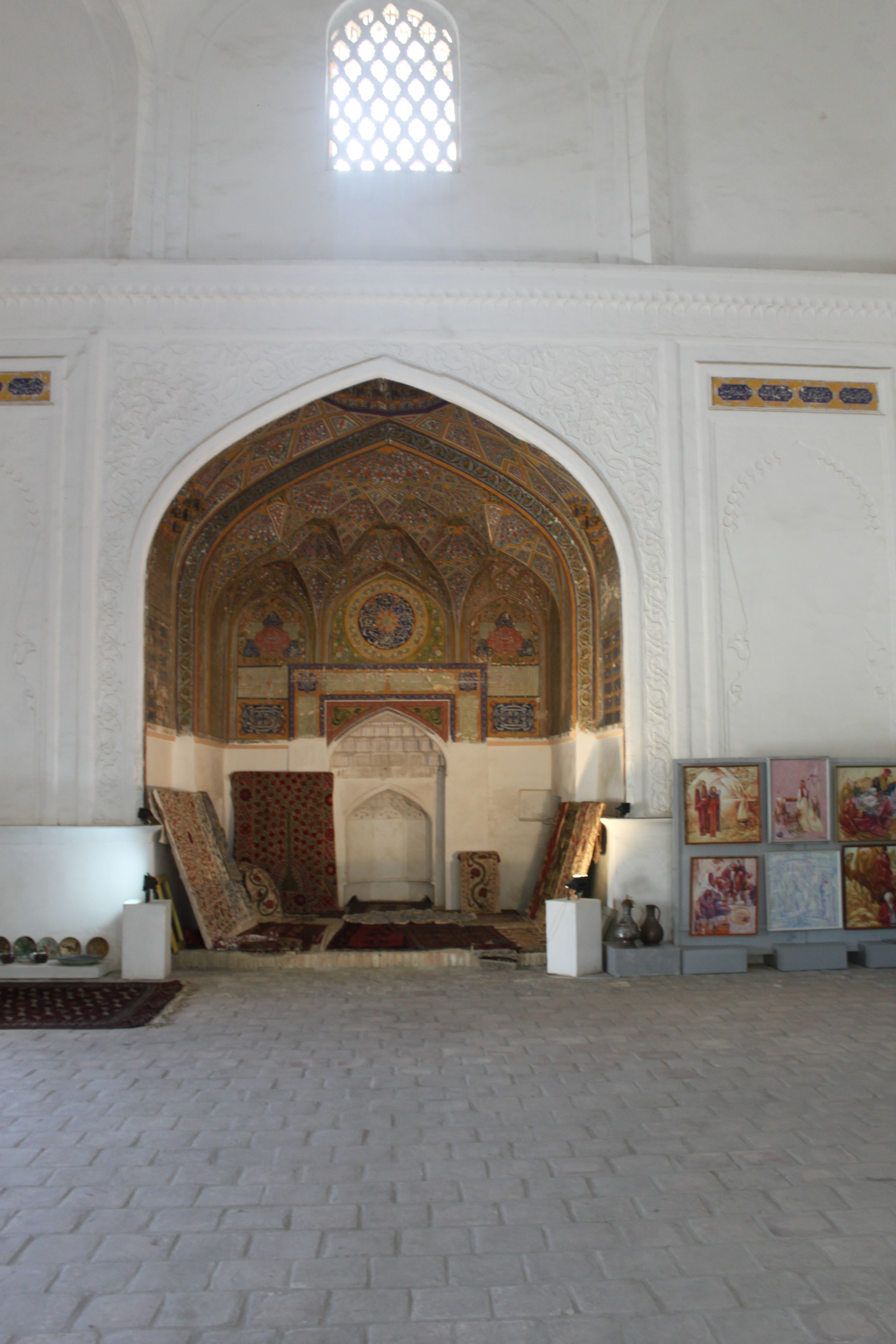
Inneres